# Pseudostichopus mollis
Pseudostichopus mollis is een zeekomkommer uit de familie Synallactidae.
De wetenschappelijke naam van de soort werd in 1886 gepubliceerd door Johan Hjalmar Théel.